# Radhošť (montagna)
Il Radhošť (in ceco,  Radhoszcz in polacco, Radegast in tedesco - 1.129 m s.l.m.) è la montagna dei Beschidi Moravo-Silesiani, gruppo montuoso dei Carpazi. Si trova alla Moravia in Repubblica Ceca. Costituisce il punto più elevato di quest'ultima.